# Epilichas flabellatus
Epilichas flabellatus là một loài bọ cánh cứng trong họ Ptilodactylidae. Loài này được Kiesenwetter miêu tả khoa học năm 1874.